# 結婚十分前
『結婚十分前』（けっこんじっぷんまえ、原題：英語: Forsaking All Others）は、1934年に製作・公開されたアメリカ合衆国の映画である。エドワード・バリー・ロバーツとフランク・モーガン・キャヴェットによる戯曲（1933年初演・タルラー・バンクヘッド主演）の映画化であり、 W・S・ヴァン・ダイクが監督、ジョーン・クロフォードとクラーク・ゲーブル、ロバート・モンゴメリーなどが出演している。クロフォードとゲーブルは6度目の共演となった。

## あらすじ
ジェフは幼馴染のメアリーにプロポーズすべくスペインからニューヨークへ帰国するも、当の彼女は別の幼馴染であるディロンとの結婚を翌日に控えていた。そのことを知ったジェフは本心を隠し、2人の結婚を祝福した。ところがディロンはコニーという別の女と結婚してしまい、ショックを受けたメアリーは親しい仲にあるポーラとともにニューヨークを去ってしまう。ディロンはコニーに幻滅し、メアリーと結婚しようとする。ジェフの仲介によりコニーとディロンの離婚は成立し、あらためてメアリーとの結婚の手筈が整った。
ところが、ジェフが本心を打ち明けてしまい、今度はメアリーがジェフを追いかけてしまう。

## キャスト
- メアリー・クレイ：ジョーン・クロフォード
- ジェフ・ウィリアムズ：クラーク・ゲーブル
- ディロン・トッド：ロバート・モンゴメリー
- シェンプ：チャールズ・バターワース
- ポーラ：ビリー・バーク
- コニー・バーンズ・トッド：フランシス・ドレイク
- エレノア：ロザリンド・ラッセル

## スタッフ
- 監督：W・S・ヴァン・ダイク
- 脚本：ジョーゼフ・L・マンキーウィッツ
- 製作：バーナード・H・ハイマン
- 音楽：ウィリアム・アクスト
- 撮影：ジョージ・J・フォルシー、グレッグ・トーランド
- 編集：トム・ヘルド
- 美術：セドリック・ギボンズ
- 衣裳：エイドリアン
- 録音：ダグラス・シアラー